# جاك تيزارد
كان جاك تيزارد (الحاصل على وسام سي بي إي (25 فبراير 1919 - 2 أغسطس 1979) باحثًا في علم النفس، وأستاذًا لتنمية الطفل، ومدير وحدة البحث، ومستشارًا دوليًا في صعوبات التعلم ورعاية الأطفال، ورئيسًا لجمعية علم النفس البريطانية. ولد تيزارد في نيوزيلندا ولكنه قضى معظم حياته المهنية في إنجلترا حيث عمل كعالم نفس في مجالات علم النفس والطب والتعليم والعلوم الاجتماعية. دعم عمله على بدائل الرعاية المؤسسية في الخمسينيات والستينيات من القرن الماضي التطور اللاحق لنماذج الحياة العادية للأطفال والبالغين الذين يعانون من صعوبات التعلم. ركز عمله الأخير على تطوير الخدمات للأطفال الصغار وأسرهم. تميز نهج تيزارد بالالتزام باستخدام معايير بحثية عالية لمعالجة المشكلات الاجتماعية المهمة، والتأكد من خلال أنشطته الاستشارية المكثفة أن نتائج البحث كانت متاحة للممارسين وصانعي السياسات.

## النشأة والأسرة
ولد تيزارد في 25 فبراير 1919 في بلدة ستراتفورد في الجزيرة الشمالية لنيوزيلندا، حيث كان والده شرطيًا.
ولد والد تيزارد، جون مارش تيزارد، عام 1885 في بلدة التعدين الصغيرة كرومويل في الجزيرة الجنوبية لنيوزيلندا. في عام 1910، تزوج جون من ليونيلا واشنطن وارد وبدأ التدريب مع الشرطة. توفي والده في عام 1908 وفي عام 1913 انتقلت والدته إيما، جدة جاك، مع معظم أطفالها العشرة، الذين كان جون أكبرهم على قيد الحياة، إلى تيمارو، حيث عمل كشرطي في تيمارو حتى نُقل إلى ستراتفورد في عام 1916.
أصيب والدا تيزارد بالسل. في عام 1920، انتقلت العائلة إلى توكانو، وهي قرية بالقرب من بحيرة تاوبو Taupō حيث كانت هناك ينابيع حارة مفيدة للصحة. ماتت ليونيلا هناك في عام 1922 عن عمر يناهز 33 عامًا عندما كان تيزارد في الثالثة من عمره. بعد وفاتها، عاد جون تيزارد وأطفاله الثلاثة إلى تيمارو ليعيشوا مع عائلة إيما، جدة جاك. توفي جون تيزارد عام 1924 عن عمر يناهز 39 عامًا. ربّي جاك تيزارد وشقيقته من قبل جدتهم وستة عمات. كان في المنزل أيضًا ثلاثة أحفاد أيتام آخرين من إيما.
كانت طفولة تيزارد في وقت لاحق من الكساد العالمي وعانت الأسرة من درجة من الفقر. التحق تيزارد بمدرسة تيمارو للبنين الثانوية. توفيت جدته إيما في عام 1935 عن عمر يناهز 79 عامًا عندما كان تيزارد في السادسة عشرة من عمره. حصل على منحة دراسية في كلية كانتربري بجامعة نيوزيلندا في كرايستشيرش حيث اختار موضوعات علم النفس والفلسفة. كان محظوظًا لأنه كان محاضرًا في الفلسفة هناك الفيلسوف الشهير للمنطق والمنهج العلمي، كارل بوبر، الذي انتقل إلى نيوزيلندا في عام 1937 بعد وصول النازيين إلى السلطة في موطنه النمسا. تأثر جاك بشدة بالتزامه اللاحق بالمنهجية العلمية من قبل كارل بوبر. وصف بوبر تيزارد بأنه أفضل طالب حصلت عليه في نيوزيلندا.
حصل تيزارد على الدرجة الأولى في عام 1940 وحصل على جائزة الباحث الأول في الفلسفة في جامعة نيوزيلندا.

## خدمة الحرب
اندلعت الحرب العالمية الثانية قبل أن يكمل تيزارد دراسته. بصفته من دعاة السلام، تطوع كعضو في الهيئة الطبية لقوة الاستكشاف النيوزيلندية الثانية. أمضى خمس سنوات في خدمة الإسعاف الميداني في اليونان وشمال إفريقيا وإيطاليا، كمنظم طبي وحامل نقالة. شارك في المعارك الكبرى في العلمين ومونتي كاسينو.

## الانتقال إلى المملكة المتحدة
في نهاية الحرب، حصل تيزارد على جائزة كان قد مُنحها للدراسة لنيل درجة الدكتوراه في جامعة أكسفورد. سافر إلى المملكة المتحدة في ديسمبر 1945. وكان الموضوع الذي اختاره هو التاريخ الاجتماعي. لم يعجب جاك الحياة في أكسفورد، بما في ذلك النخبوية والغطرسة المرتبطة بالجامعة. مع ذلك، وقع في حب طالبة جامعية تدعى باربرا باركر (1926-2015) وتزوجا في ديسمبر 1947. للهروب من جامعة أكسفورد وكسب بعض المال، أمضى جاك وقتًا قصيرًا كمدرس للمنطق بدوام جزئي مع مدرسه السابق، كارل بوبر، الذي عين محاضرًا (وأستاذًا لاحقًا) للمنطق والمنهج العلمي في كلية لندن للاقتصاد . ثم تولى منصب محاضر علم النفس في جامعة سانت أندروز. تفضيل البحث على التدريس، من خلال جهات الاتصال في الجمعية البريطانية لعلم النفس، جرت التوصية بجاك للطبيب النفسي أوبري لويس الذي كان ينشئ وحدة بحثية جديدة في مستشفى مودسلي في لندن، بتمويل من مجلس البحوث الطبية. كان هذا يسمى وحدة التكيف المهني، ثم تغيرت لاحقًا إلى وحدة الطب النفسي الاجتماعي. بدأ جاك العمل هناك في أبريل 1948. تابع دراسته في جامعة أكسفورد، لكنه خفض درجته هناك من درجة الدكتوراه إلى درجة بليت، التي حصل عليها عام 1948. سجل للحصول على درجة الدكتوراه في جامعة لندن التي حصل عليها عام 1951.

## السياسة
في الجامعة، كان جاك عضوًا في نادي الراديكالية وقام بحملة كطالب للتعليم الجامعي ليكون مجانيًا ولأن يكون النظام أقل التزامًا بالاختبارات وأكثر صلة بمشكلات العالم الحقيقي.
عززت تجارب عائلة جاك الإيمان بالحاجة إلى عمل حكومي بشأن القضايا الاجتماعية وطور التزامًا مدى الحياة بالاشتراكية. خلال سنوات الدراسة الجامعية لجاك، انضم أيضًا إلى الجمعية الاشتراكية الجامعية تأكدت قوة الأفكار والسياسات الاشتراكية عندما أقرت حكومة نيوزيلندا قانون الضمان الاجتماعي لعام 1938، والذي يغطي إعانات البطالة والمعاشات التقاعدية والرعاية الصحية الشاملة، المثال الأول في عالم توفير دولة الرفاهية الشاملة. كانت تجربة جاك في الحرب تتمثل في الاختلاط بزملائه الجنود من خلفيات متنوعة للغاية، ما يعزز نفوره من الاختلافات الطبقية والتحيز الطبقي.
انضمت باربرا زوجة جاك إلى الحزب الشيوعي كطالبة جامعية وانضم جاك أيضًا. كان عضوًا من عام 1947 إلى عام 1956، عندما تركوا الحزب بعد الغزو السوفييتي للمجر. في وقت لاحق، تسببت عضوية جاك السابقة في الحزب الشيوعي في بعض المشاكل له في الحصول على تأشيرات لزيارة أمريكا، ولكن بسبب سمعته العالية هناك تم التغلب عليها في النهاية. بقي اشتراكيًا مدى الحياة ومن عام 1956 عضوًا في حزب العمل.
في منتصف القرن العشرين، احتجز عدد كبير من الأشخاص الذين يعانون من صعوبات التعلم في مؤسسات ذات حماية قانونية قليلة في المملكة المتحدة، بموجب قانون العجز العقلي لعام 1913. كان المجلس القومي للحريات المدنية عبارة عن منظمة تقوم بحملة حول محنة الأشخاص ذوي صعوبات التعلم المحتجزين بموجب قانون 1913. دعم جاك هذه الحملة وكتب العديد من المقالات التي غذت اللجنة الملكية للقانون المتعلق بالمرض العقلي والنقص العقلي. أبلغ عن هذا في عام 1957 وأدى إلى تمرير قانون الصحة العقلية لعام 1959 الذي أصلح قانون عام 1913 بالكامل.
كان أحد الإنجازات الرئيسية لجاك هو ربط البحث العلمي عالي الجودة بجداول الأعمال السياسية للتغيير، لا سيما من منظور اشتراكي. كان هذا واضحًا في عمله البحثي منذ البداية. علمت اشتراكيته استخدامه لبيانات البحث في عمله الاستشاري، واختياره لموضوعات البحث وانتقاده لتفاهة الكثير من البحوث النفسية والاجتماعية.